# Carmina Barbarica
Carmina Barbarica è il primo album del gruppo musicale epic metal italiano Wotan, nel 2004 dall'etichetta Eat Metal Records.

## Il disco
La registrazione del disco è avvenuta con la collaborazione di Deathmaster dei DoomSword che ha preso parte anche nei cori della canzone Hussard de la Mort.
L'album d'esordio della band, attiva sin dal 1988, esce a distanza di undici anni dal primo demo Thunderstorm, a cui è seguito, nel 2000, Under the Sign of Odin's Crows. Negli anni la band ha maturato una propria identità stilistica pur mantenendo le coordinate tracciate da gruppi storici come Manowar e Omen.
Le sonorità sono potenti e aggressive, ma non mancano gli episodi più rilassati e melodici. I ritmi sostenuti e regolari, mettono in risalto le doti interpretative del cantante, coadiuvato da un'equilibrata presenza di cori.
Le tematiche affrontano molti temi storici, trattando di eventi epici come la battaglia delle Termopili, gli scontri fra i Galli e gli Antichi Romani e alle guerre dell'età napoleonica.

## Tracce
Testi e musiche di Degiovanni, Ceni.
1. Lord Of The Wind – 3:35
2. Under The Sign Of Odin's Raven – 5:00
3. Hussard De La Mort – 3:09
4. Ride The Templars – 5:22
5. Innoxia (Vercingetorix) – 5:11
6. Wrath Of North – 3:42
7. King Of Crows (The Dream Of Ronabwy) – 4:07
8. Stone Giants – 4:36
9. Black Conqueror – 3:36
10. The Cave – 5:05
11. Thermopiles – 6:40
12. Iron Shadows – 4:08

## Formazione
- Vanni Ceni - voce
- Mario DeGiovanni - chitarra
- Salvatore Oliveri - basso
- Lorenzo Giudici - batteria